# روتويرتا ديل بولاجو (سيوداد ريال)
بلدية روتويرتا ديل بولاجو (بالإسبانية: Retuerta del Bullaque)‏، هي إحدى بلديات مقاطعة سيوداد ريال إحدى مقاطعات إسبانيا، والتي تقع في منطقة قشتالة لا منتشا وسط إسبانيا.
يبلغ عدد سكانها 1.141 نسمة وفقاً لإحصائية سنة (2007).